# Earl Wilbur Sutherland

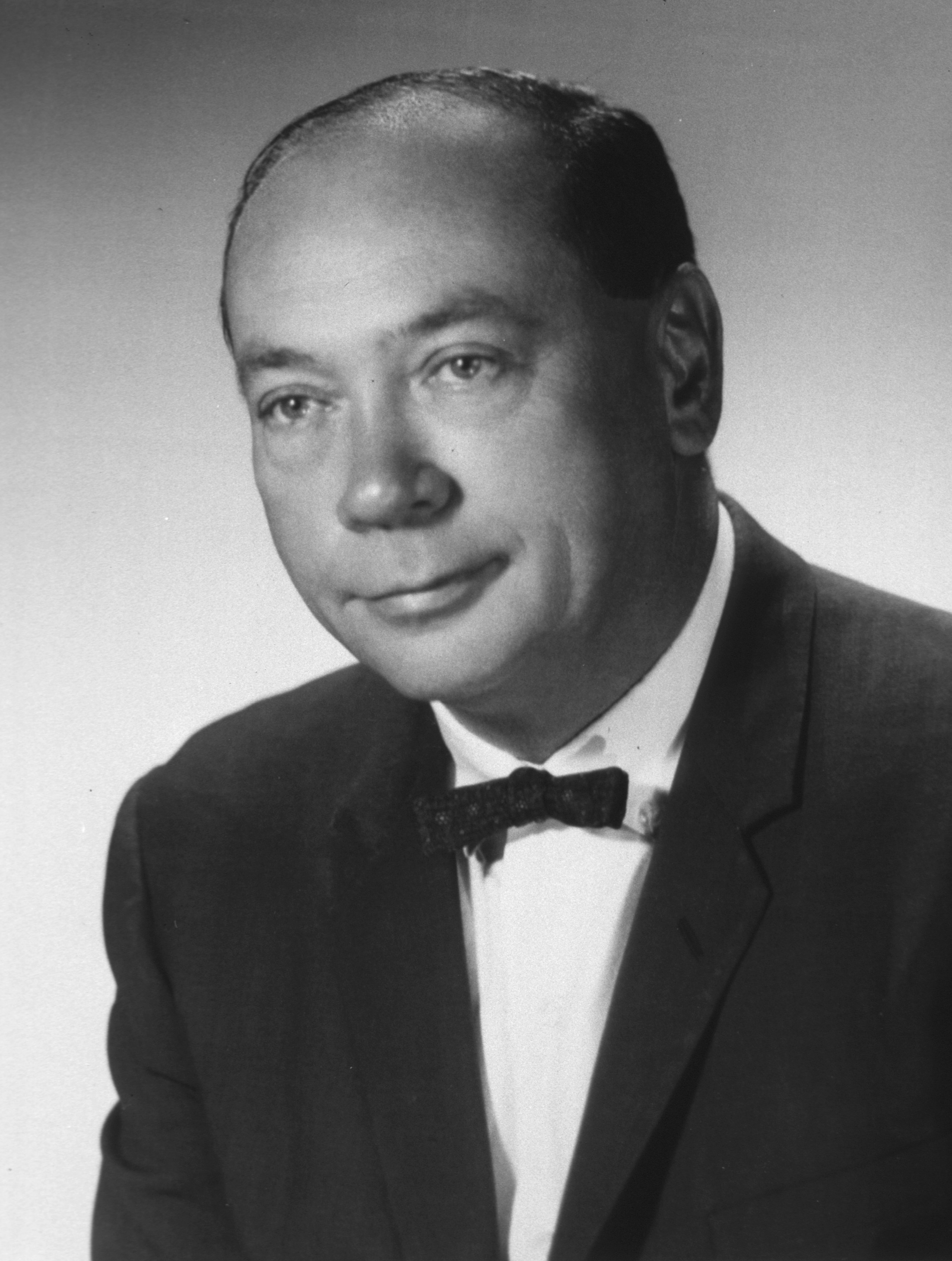
Earl Wilbur Sutherland Jr

Earl Wilbur Sutherland junior (* 19. November 1915 in Burlingame, Kansas; † 9. März 1974 in Miami, Florida) war ein US-amerikanischer Physiologe und Nobelpreisträger. Sutherland entdeckte 1957 das cyclische Adenosinmonophosphat. Er lieferte wesentliche Arbeiten über Hormone.

## Leben und Werk
Sutherland studierte Medizin am Washburn College in Topeka mit dem Bachelor-Abschluss 1937. Sein Studium finanzierte er durch Arbeit in einem Krankenhaus. Er setzte sein Studium der Medizin an der Washington University School of Medicine in St. Louis fort, wo er Schüler von Carl Ferdinand Cori war und 1942 zum M. D. promoviert wurde. Unter dem Nobelpreisträger Cori arbeitete er an der Abteilung für Pharmakologie und Biochemie über die Rolle von Adrenalin und Glucagon beim Abbau von Glykogen. Seinen „Arzt im Praktikum“ (Internship) absolvierte er am Barnes Hospital der Universität. Im Zweiten Weltkrieg war er Militärarzt und danach wieder an der Washington University in der Gruppe von Cori. 1945/46 war er Instructor in Pharmakologie und 1946 bis 1950 in Biochemie. 1950 wurde er Assistant Professor für Biochemie, 1952 Associate Professor und 1953 Professor für Pharmakologie an der Case Western Reserve University. Hier begann auch seine Zusammenarbeit mit Theodore W. Rall und seine Forschung zu cAMP. 1963 wurde er Professor für Physiologie an der Vanderbilt University School of Medicine in Nashville. 1973 gab er seine Professur auf.
1966 wurde Sutherland in die National Academy of Sciences, 1969 in die American Academy of Arts and Sciences gewählt.
1969 erhielt er die Banting-Medaille der American Diabetes Association und einen Gairdner Foundation International Award sowie 1971 den Albert Lasker Award for Basic Medical Research. Ebenfalls 1971 wurde Sutherland mit dem Nobelpreis für Physiologie oder Medizin „für seine Entdeckungen über die Wirkungsmechanismen von Hormonen“ ausgezeichnet.